# Samantha Power
Samantha Jane Power (Londen, 21 september 1970) is een Iers-Amerikaans diplomaat, hoogleraar en auteur. Ze was ambassadeur van de Verenigde Staten bij de Verenigde Naties van 2013 tot 2017. Op 13 januari 2021 maakte president-elect Joe Biden bekend Power voor te willen dragen als hoofd van USAID.

## Leven en werk
Power werd geboren in Londen en groeide op in Ierland, tot ze met haar moeder in 1979 naar Pittsburgh verhuisde. Ze doorliep de middelbare school in Atlanta en studeerde vervolgens aan de Yale-universiteit.
Na als journaliste bericht te hebben over de Joegoslavische oorlogen, ging ze aan de Harvard Law School studeren, waar ze twee boeken uitgaf, waaronder het Pulitzerprijs-winnende A Problem from Hell: America and the Age of Genocide (2002). Als academica is zij gespecialiseerd in mensenrechten en volkerenmoord. Van 1998 tot 2002 zat Power het Carr Center for Human Rights Policy voor.
In 2005-2006 en 2008 werkte ze enige tijd als adviseur buitenlands beleid voor het campagneteam van senator en dan presidentskandidaat Barack Obama. Na de verkiezing ging ze opnieuw aan de slag in de ploeg van de president. Op 5 juni 2013 werd zij door Obama aangeduid als opvolger van Susan Rice als ambassadeur bij de Verenigde Naties. Powers nominatie werd over het algemeen goed ontvangen, ook door een aantal prominente Republikeinen. Op 1 augustus 2013 bevestigde de Senaat haar aanstelling en enkele dagen later werd ze door vicepresident Joe Biden ingezworen.

## Persoonlijk leven
Op 4 juli 2008 trouwden Power en hoogleraar recht Cass Sunstein in Ierland. Zij hebben elkaar leren kennen als leden van Obama's campagneteam. In 2009 werd een zoontje geboren; in 2012 volgde een dochter.